# نبيلة بن عطية
نبيلة ليونا بن عطية (بالفرنسية: Nabilla Benattia)‏ معروفة بنبيلة، (ولدت في 5 فبراير 1992)، هي عارضة أزياء وشخصية تلفزيون الواقع فرنسية من أصل جزائري. ظهرت في برنامج الحب أعمى (2009)، بنات هوليوود (2012-2014)، الملائكة من تلفزيون الواقع (2012-2013) وبرنامج عن نفسه ألو نبيلة (2013-2014).

## روابط خارجية
- نبيلة بن عطية على موقع IMDb (الإنجليزية)
- نبيلة بن عطية على موقع روتن توميتوز (الإنجليزية)
- نبيلة بن عطية على موقع ألو سيني (الفرنسية)